# Cancro do útero
Cancro do útero (português europeu) ou câncer uterino (português brasileiro) são dois tipos de cancro que se desenvolvem nos tecidos do útero. O cancro do endométrio forma-se no revestimento do útero, enquanto o sarcoma uterino se forma nos músculos ou tecidos que suportam o útero. Os sintomas mais comuns de cancro do endométrio são hemorragias vaginais fora do comum ou dor pélvica. Os sintomas mais comuns de sarcoma uterino são hemorragias vaginais fora do comum ou a presença de um nódulo na vagina.
Entre os fatores de risco para o cancro do endométrio estão a obesidade, síndrome metabólica, diabetes do tipo 2 e antecedentes familiares de cancro do útero. Entre os fatores de risco para o sarcoma uterino estão antecedentes de radioterapia à região da bacia. O diagnóstico de cancro do endométrio baseia-se geralmente numa biópsia aos tecidos do endométrio. O diagnóstico de sarcoma uterino pode ser suspeito com base nos sintomas, podendo ser confirmado com toque vaginal ou exames imagiológicos.
Na maioria dos casos é possível curar o cancro do endométrio, embora o sarcoma uterino seja mais difícil de tratar. O tratamento pode consistir numa combinação de cirurgia, radioterapia, quimioterapia, terapia hormonal e terapia dirigida. Após o diagnóstico, a taxa de sobrevivência a cinco anos nos Estados Unidos é de 81%.
Em 2015, o cancro do útero afetava cerca de 3,8 milhões de pessoas, tendo sido a causa de 90 000 mortes. Embora o cancro do endométrio seja relativamente comum, o sarcoma uterino é raro. Nos Estados Unidos, os cancros do útero correspondem a 3,6% de todos os novos casos de cancro em cada ano. Os cancros do útero são mais comuns em mulheres entre os 55 e 74 anos de idade.

## Tipos
- Adenocarcinoma: Atinge o revestimento do útero. Representa mais de 80% dos cânceres uterinos, quase sempre na forma de câncer de endométrio.
- Carcinossarcoma: Atinge tanto o revestimento quando os tecidos de suporte. Altamente agressivo. O tumor mulleriano maligno misto (TMMM) representa cerca de 4% dos casos. Tem o pior prognóstico, com sobrevivência após 5 anos de diagnóstico de apenas 5 a 40%.[7]
- Sarcoma: Atinge os tecidos de suporte do útero, glândulas ou o músculo. Representa 4% dos cânceres uterinos. Quando atinge a musculatura do útero (miométrio) é chamado de leiomiossarcoma.

## Causas
Geralmente ocorrem em mulheres que tiveram excesso de estrogênio no seu sistema reprodutor, especialmente se o nível de progesterona for mais baixo que o normal. Esse desequilíbrio hormonal favorece o endurecimento do útero e crescimento dos tumores.

### Fatores de risco
Os factores que podem elevar o nível de estrogênio incluemː
- Obesidade e dieta rica em gordura animal (40% dos casos);
- Idade maior que 50 anos;
- Não ter filhos;
- Genética, inclusive de outros cânceres;
- Brancas tem mais risco que negras;
- Menarca antes dos 12 anos;
- Administração prolongada de hormonas estrogênicas, não compensada por administração de progestogênicos;
- Tamoxifeno, um medicamento para prevenir ou tratar o câncer de mama;
- Outras doenças como Diabetes, Síndrome de Lynch e hiperplasia do endométrio;
- Radioterapia abdominal ou pélvica.

Diferentemente do cancro cervical, que é raro em mulheres que não tenham tido relações sexuais, o cancro do endométrio pode afectar mulheres virgens e é mais comum nas que tenham tido poucos ou nenhum filho. A utilização de contraceptivos orais diminui para metade o risco de cancro do endométrio.

## Sintomas e sinais
Os sintomas incluemː
- Corrimento vaginal com sangue,mau cheiro ou coloração marrom fora do período menstrual, geralmente após a menopausa (Metrorragia);
- Menorragia (períodos menstruais mais abundantes);
- Dor durante ou após relações sexuais;
- Dor na pélvis;
- Dificuldade ou dor ao urinar.

No entanto, várias outras situações podem também ser a causa deste tipo de hemorragias e dores, como endometriose.

## Diagnóstico
O diagnóstico tem de ser feito a partir de uma amostra do revestimento uterino obtida por biópsia ou por dilatação e curetagem. O esfregaço cervical (Teste de Papanicolaou) é uma forma de rastreio eficaz do cancro do útero. Também pode ser identificado por ultrassom.

## Tratamento
O cancro do endométrio em fase muito precoce é geralmente tratado através de histerectomia simples com ou sem remoção das trompas de Falópio e dos ovários. Alguns cirurgiões aconselham também a dissecação e biópsia dos gânglios linfáticos da pelve e do abdômen. Dependendo do estágio também pode ser recomendada a radioterapia. Terapia hormonal para aumentar a progesterona e diminuir o estrogênio ajudam a reduzir o crescimento de células tumorais. Pode também ser utilizado tratamento com medicamentos antineoplásticos.
No caso de detecção e tratamento precoces, a taxa de sobrevivência de cinco anos é superior a 80%. Deve-se seguir fazendo acompanhamentos regulares pois possuem chance de recorrência.